# Remich (cantão)
Remich é um cantão de Luxemburgo e está dividido em dez comunas.
- Bous
- Burmerange
- Dalheim
- Lenningen
- Mondorf-les-Bains
- Remerschen
- Remich
- Stadtbredimus
- Waldbredimus
- Wellenstein